# Ludwik Madaliński
Ludwik Madaliński herbu Larysza – chorąży inowrocławski w latach 1792–1793, cześnik brzeskokujawski w latach 1789–1792, łowczy kowalski w latach 1785–1789, cześnik ostrzeszowski w latach 1772–1785, łowczy ostrzeszowski w latach 1769–1772, wojski większy ostrzeszowski w latach 1765–1769, sędzia kapturowy wieluński w 1764 roku, podpisał elekcję Stanisława Augusta Poniatowskiego z ziemi wieluńskiej, poseł województwa inowrocławskiego na Sejm Czteroletni w 1790 roku, konsyliarz województwa brzeskokujawskiego i inowrocławskiego oraz konsyliarz konfederacji generalnej koronnej w  konfederacji targowickiej.